# Isaac Toucey

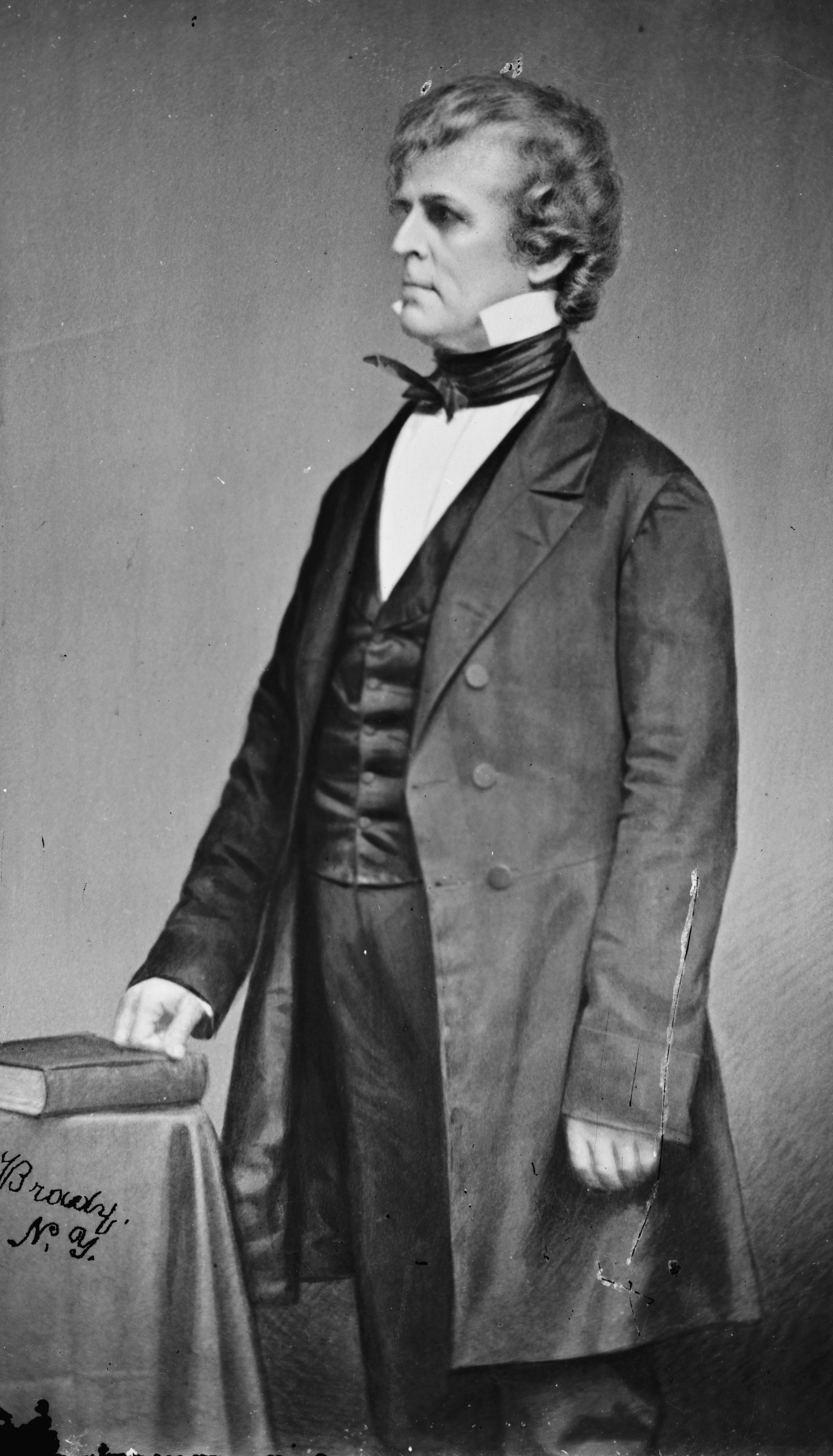
Isaac Toucey

Isaac Toucey (* 15. November 1792 in Newtown, Connecticut; † 30. Juli 1869 in Hartford, Connecticut) war ein US-amerikanischer Politiker und vertrat den Bundesstaat Connecticut im Repräsentantenhaus der Vereinigten Staaten sowie im US-Senat. Er war Gouverneur von Connecticut, United States Attorney General und Marineminister.

## Studium und berufliche Laufbahn
Nach dem Studium der Rechtswissenschaften erfolgte 1818 seine Zulassung zum Rechtsanwalt. Als solcher war er zunächst vier Jahre in Hartford tätig, ehe er von 1822 bis 1835 Staatsanwalt von Hartford County war. Dieses Amt übte er erneut von 1842 bis 1846 aus. Nach seinem Ausscheiden aus der Regierung war er bis zu seinem Tod erneut als Rechtsanwalt tätig.

## Politische Laufbahn

### Politische Ämter in Connecticut

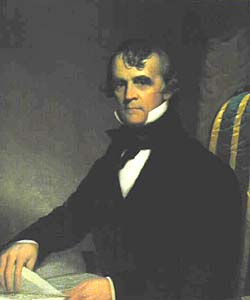
Toucey als Gouverneur

Toucey begann seine politische Laufbahn am 4. März 1835 mit der Wahl zum Abgeordneten des Repräsentantenhauses. Diesem gehörte er als Vertreter des ersten Kongresswahldistrikts bis zu seiner Wahlniederlage 1838 an. Anschließend arbeitete Toucey von 1842 bis 1844 als Staatsanwalt in Hartford County. 1844 kandidierte er für die Demokraten für den Posten des Gouverneurs von Connecticut, verlor die Wahl aber gegen den Kandidaten der Whig Party, Roger Sherman Baldwin. Trotz dieser Niederlage berief ihn die Connecticut General Assembly 1846 zum Gouverneur von Connecticut. Allerdings verlor er bereits im Folgejahr die Gouverneurswahlen gegen Clark Bissell. Von 1850 bis 1852 war er zunächst Mitglied des Staatssenats und dann anschließend kurzzeitig Abgeordneter des Repräsentantenhauses von Connecticut.

### Minister und US-Senator
Am 21. Juni 1848 berief ihn Präsident James K. Polk als Nachfolger von Nathan Clifford zum United States Attorney General in sein Kabinett. Diesem gehörte er dann bis zum Ende von Polks Amtszeit am 4. März 1849 aus.
Am 4. März 1851 wurde er in den Senat der Vereinigten Staaten gewählt, dem er dann vom 12. Mai 1852 bis zum 3. März 1857 als Vertreter der Demokratischen Partei des ersten Senatswahldistrikts angehörte. Während dieser Zeit vertrat er die Meinung des Senats des Öfteren gegenüber Präsident Franklin Pierce und dessen Regierung.
Am 7. März 1857 ernannte ihn Präsident James Buchanan, der zusammen mit ihm dem Kabinett Polk als Außenminister angehört hatte, zum Marineminister. Die Ernennung diente zum einen der Beruhigung der Fraktion um Ex-Präsident Pierce, andererseits auch um die Neuenglandstaaten im Kabinett zu repräsentieren. Toucey, der überwiegend moderate Positionen einnahm, gehörte Buchanans Regierung bis zum Ende der Amtszeit am 4. März 1861 an. Nachfolger wurde sein Hauptrivale in Connecticut, Gideon Welles.
Ihm zu Ehren wurde der Zerstörer USS Toucey benannt, der kurz nach dem Ersten Weltkrieg in Dienst gestellt wurde.